# Kunsthistorisches Institut in Florenz

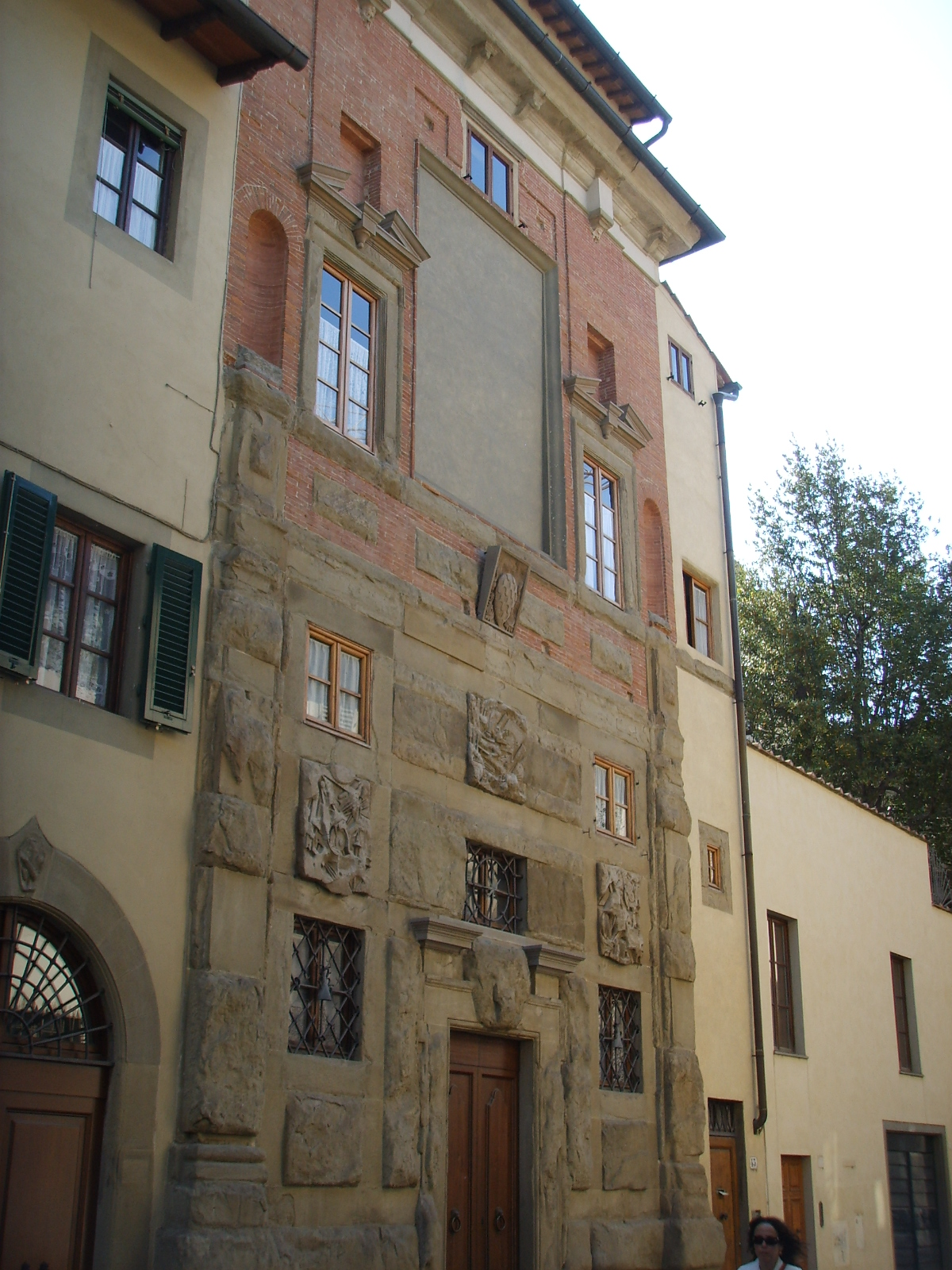
Palazzo Zuccari, sede di alcuni uffici del Kunsthistorisches Institut in Florenz

Il Kunsthistorisches Institut in Florenz (KHI Florenz)  è un'istituzione culturale con sede a Firenze e rappresenta una delle istituzioni più antiche per la ricerca sulla storia dell'arte e dell'architettura italiana, che qui vengono studiate nel loro contesto europeo, mediterraneo e globale.
Fondato nel 1897 su iniziativa privata di un gruppo di studiosi indipendenti, fa parte dal 2002 della Max-Planck-Gesellschaft. Dal 2023 direttore del Kunsthistorischen Institut in Florenz è Gerhard Wolf. Il responsabile della Biblioteca dell'Istituto di Via Giusti è il Dr. Jan Simane. Dal 2024 la stessa Biblioteca di Via Giusti è ampliata essendo stata resa operativa anche la sede di Via Gustavo Modena.

## Attività
Sotto la guida di due direttori (Alessandro Nova, Gerhard Wolf), l'Istituto ospita circa 70 studiosi attivi, con una particolare attenzione alla promozione internazionale di giovani ricercatori.
Oltre a numerosi progetti individuali di ricerca, a iniziative finanziate dall'esterno, e a una varietà di progetti di collaborazione internazionale con università, musei e istituti di ricerca, il KHI porta avanti progetti sul medio e lungo periodo, che spaziano, tematicamente, dalla tarda antichità fino alla modernità.
Le risorse in dotazione all'istituto sono messe a disposizione di ricercatori provenienti da tutto il mondo. Tra queste risorse, in particolare, vi è una biblioteca con oltre 360.000 volumi, alcuni dei quali molto rari, 1070 tra periodici e riviste, e una delle più grandi fototeche al mondo sulla storia dell'arte italiana. Con il suo programma di eventi scientifici e i suoi quasi 100 visitatori giornalieri, il Kunsthistorisches Institut in Florenz è un luogo aperto a vivaci scambi culturali e scientifici, internazionali e interdisciplinari.

## Storia dell'Istituto
L'idea di fondare a Firenze un centro per le ricerche in storia dell'arte, sul modello dell'Istituto Archeologico di Roma, nacque in seno a una cerchia di eruditi, conoscitori e artisti che gravitava intorno a Karl Eduard Freiherr von Liphart.  L'Istituto doveva comprendere una biblioteca, curata da personale specializzato, e una collezione di immagini.
Dal 1883 il professore di storia dell'arte di Breslavia, August Schmarsow, profuse un impegno costante presso il Ministero prussiano per la fondazione dell'istituto a Firenze. Nel semestre invernale del 1888 Schmarsow tenne per la prima volta i suoi corsi a Firenze. Insieme a questo qruppo Schmarsow annunciò la nascita del "Kunsthistorisches Institut".
Il convegno degli storici dell'arte nel 1893 a Norimberga deliberò la fondazione di un istituto di ricerca presso "la sede più prestigiosa per gli studi storico-artistici, Firenze" e venne costituito un comitato direttivo.
La fondazione dell'Istituto e la nomina di Brockhaus a futuro direttore vennero rese note pubblicamente in occasione del convegno internazionale di studi a Budapest (1896). Il 16 novembre 1897 l'Istituto venne aperto provvisoriamente nell'abitazione privata di Brockhaus. 
Il primo gennaio 1901 si teneva presso l'Istituto la prima "conferenza scientifica”, da cui derivarono le conferenze pubbliche che ancora oggi sono di prassi all'Istituto.
In primavera 1908 si svolgeva il primo seminario per professori benemeriti e direttori delle scuole superiori prussiane e da questa iniziativa derivarono i seminari che ancora oggi si tengono regolarmente.
Il 16 maggio 1915 l'Istituto chiuse per la "durata della guerra", il che equivarrà a un periodo di sette anni. Il 26 agosto 1916, dopo la dichiarazione di guerra dell'Italia alla Germania, l'Istituto venne confiscato e passò successivamente alle dipendenze del soprintendente dei musei e delle gallerie fiorentine, Giovanni Poggi; seguì infine il trasferimento della collezione di libri e fotografie nei locali dell'ex Posta centrale, di cui gli Uffizi disponevano come deposito. 
Nel 1922 Wilhelm von Bode era impegnato nelle trattative per la restituzione. Il 10 agosto 1922, per mezzo di un decreto reale, si ottenne finalmente la restituzione delle collezioni all'amministrazione tedesca. 
Nel 1927 scadeva il contratto che permetteva la sistemazione agli Uffizi dell'Istituto, che quindi tornò a occupare i locali di Palazzo Guadagni. 
Tra 1935 e 1943 Kriegbaum tentò di preservare il Kunsthistorisches Institut dalle mire invadenti dello stato nazionalsocialista, ma ne assecondò anche le direttive, ad esempio incoraggiando la ricerca sull'arte tedesca in Italia e i rapporti culturali italo-tedeschi. 
Il 27 gennaio 1944 ebbe termine l'attività dell'Istituto a Palazzo Guadagni e Il 20 febbraio 1944 il patrimonio della collezione, caricato in 700 casse su un treno speciale, venne trasportato in Germania nella miniera di salgemma di Kochendorf, vicino a Heilbrunn, a 180 metri sotto il suolo. Nel 1945 il patrimonio dell'Istituto fiorentino fu trasferito da Kochendorf al Central Collecting Point di Offenbach.
Il senatore Benedetto Croce ingiunse pubblicamente al governo italiano esortò alla restituzione del Deutsches Historisches Institut [dell'Istituto Storico tedesco], della Bibliotheca Hertziana e del Deutsches Archäologisches Institut [dell'Istituto Archeologico tedesco]. Dal 14 agosto 1947, sotto il bibliotecario Enrico Jahier, che nel frattempo gestiva temporaneamente gli interessi dell'Istituto, il patrimonio di Palazzo Guadagni tornava ad essere accessibile come "Biblioteca Internazionale d'Arte", finanziata coi mezzi dell'UNESCO.
Il 27 febbraio 1953 il cancelliere federale Konrad Adenauer e il presidente del consiglio Alcide De Gasperi si incontrarono per celebrare l'ufficiale riapertura degli istituti presenti in Italia sotto la direzione tedesca.
Nel 1961, essendosi nuovamente riproposto il problema della mancanza di spazio, la Fondazione Fritz Thyssen acquistò dalla famiglia del Marchese Attilio Incontri il Palazzo Capponi-Incontri in via Giuseppe Giusti 44, cedendolo quindi all'Associazione come futura sede dell'Istituto.
Il 4 novembre del 1966 Firenze fu colpita dalla più disastrosa alluvione della sua storia e anche l'Istituto ne rimase direttamente coinvolto. Diecimila libri necessitavano di restauro, mobili e scaffali erano ridotti in uno stato deplorevole e molti oggetti andarono irrimediabilmente perduti. I lavori di restauro e ripristino durarono fino al 1968.
1972 l'Istituto è esteso dalla Casa Rosselli adiacente al Palazzo Capponi-incontri (via G. Giusti 38-40. Un'ulteriore espansione è 1987 dall'acquisto della casa del Sarto-Zuccari.
Sotto la direzione di Max Seidel, iniziata nel 1993, nel 1994 le biblioteche dell'Hertziana a Roma, del Zentralinstitut für Kunstgeschichte a Monaco e del Kunsthistorisches Institut a Firenze deliberarono la fondazione di una unione per l'informatizzazione e l'accesso unificato alla letteratura storico-artistica. Prese avvio quindi la creazione di una rete comune e di una banca dati elettronica.
La solenne celebrazione del passaggio dell'Istituto alla Società Max Planck è avvenuta il 3 giugno 2002, con una cerimonia nell'Aula Magna dell'Università di Firenze.
I nuovi direttori sono dal 2003 Gerhard Wolf, già professore all'Università di Treviri, e dal 2006 Alessandro Nova, già Direttore esecutivo del Centro di ricerca sul Rinascimento di Francoforte (Renaissance Institut).

## Biblioteca
La Biblioteca del Kunsthistorisches Institut è una biblioteca di sola consultazione, con una disposizione sistematica a scaffale aperto dell’intera dotazione.
La Biblioteca possiede testi scientifici di ambito specialistico principalmente sull'arte italiana dall'età tardo-antica ai giorni nostri. Discipline sussidiarie come storia, letteratura, archeologia classica, teologia, storia della Chiesa e filosofia sono pure rappresentate con opere di compendio e dizionari enciclopedici.
Il patrimonio attuale della Biblioteca consta nel complesso di circa 300.000 volumi, a cui si aggiungono i periodici, con oltre 2.600 testate (circa 60.000 volumi), dei quali circa 1.070 di periodici correnti.

## Fototeca
Fin dalla fondazione del Kunsthistorisches Institut in Florenz nel 1897 fu concepita la Fototeca come dipartimento autonomo deputato alla creazione di una "collezione il più completa possibile di immagini fotografiche di dipinti, sculture ed edifici italiani".
La Fototeca mette a disposizione, per scopi di ricerca, materiale fotografico relativo prevalentemente all'arte italiana dalla tarda antichità fino all'età moderna, con una particolare attenzione verso l'Italia centrale e settentrionale. La collezione di oltre 610.000 fotografie si è sviluppata parallelamente ai progetti scientifici dell'Istituto. 
Il passaggio alle "nuove tecnologie" (catalogazione elettronica, fotografia digitale, strumenti di visualizzazione e presentazione online) influenza ormai da anni le attività della Fototeca.  Grazie alla sua lunga storia, la Fototeca possiede fotografie storiche ed in parte rare, così come fotografie provenienti da lasciti e donazioni di eminenti storici dell'arte, che acquistano oggi particolare valore in quanto oggetto di ricerca. L'acquisizione, la conservazione e l'ampliamento delle strutture di alto valore storico-scientifico sono quindi di fondamentale importanza per la Fototeca quanto l'impiego e il costante sviluppo dei più aggiornati strumenti tecnologici.
Il patrimonio della Fototeca viene accresciuto sistematicamente tramite campagne fotografiche, acquisti (foto analogiche e digitali, negativi), lasciti e donazioni. Le campagne fotografiche digitali si concentrano sulla documentazione di monumenti di difficile accesso, come palazzi privati e ville a Firenze e dintorni. Per la realizzazione di campagne fotografiche a tema la Fototeca collabora con musei fiorentini come la Galleria dell'Accademia, il Giardino di Boboli, il Bargello.
La Fototeca Digitale offre immagini provenienti da diverse fonti: campagne fotografiche digitali, acquisti digitali, digitalizzazioni di negativi del archivio. Circa 50.000 immagini digitali in alta definizione sono gratuitamente accessibili in internet.

## Sede
- Kunsthistorisches Institut in Florenz - Max-Planck-Institut, Via Giuseppe Giusti 44, 50121 Firenze
- Biblioteca: Via Giuseppe Giusti 44 e Via Gustavo Modena 13 [sezioni B, C, H (8200–fine), Ja/J°, Ya], 50121 Firenze
- Fototeca: Palazzo Grifoni Budini Gattai, Via dei Servi 51, 50122 Firenze e Via Gustavo Modena 13, 50121 Firenze